# 第24回有馬記念
第24回有馬記念は、1979年12月16日に中山競馬場で施行された競馬競走である。TTG唯一の現役であったグリーングラスが優勝した。
※年齢は全て旧表記（数え年）にて表記。

## レース施行時の状況
1979年の中央競馬。古馬情勢は前年のダービー馬・サクラショウリが中心となり、春先は安定した成績を残した。天皇賞（春）はTTG世代の生き残りであるカシュウチカラの2着に屈したものの、適距離の宝塚記念ではバンブトンコート等を相手に完封。しかし、サクラショウリは天皇賞（秋）を宝塚記念以来となった事が祟ったのか、不良馬場に脚をすくわれて5着敗退。レースは、フジノパーシアの半弟・スリージャイアンツがメジロファントムとの一騎討ちを制し、境勝太郎調教師は騎手時代にクインナルビーで制して以来の八大競走制覇となった。4歳クラシック路線では、皐月賞はビンゴガルーがカツラノハイセイコを競り落として優勝し、ダービーではカツラノハイセイコがリンドプルバンの追撃を辛くも振り切り、3着に敗れた父・ハイセイコーの無念を晴らした。菊花賞ではカツラノハイセイコは出走断念するが、ビンゴガルーとリンドプルバンが出走。レースはハシハーミットと2着ハシクランツの同一馬主・同一厩舎のワンツーで決まり、ビンゴガルーとリンドプルバンは3着・4着に終わった。
この様なシーズンのフィナーレを飾る1979年の有馬記念には、以下の名馬達が出走する事となった。
4歳（クラシック）世代では、一番の目玉であったカツラノハイセイコが休養の為に参加ならなかったものの、皐月賞馬ビンゴガルーを筆頭にリンドプルバン・ハシクランツのクラシック組の他、クラシック参戦権の無い外国産馬ボールドエーカンの4頭が参戦。5歳世代では、この年の古馬戦線の中核を担ったサクラショウリ・メジロファントム・バンブトンコートの他に、前年の菊花賞馬インターグシケンが長期休養からオープン戦を一戦叩いて参戦。さらに休養明けであるものの、前年に南関東公営競馬で「三冠」を達成し中央に移籍したハツシバオーも参戦した。6歳世代では、前年の天皇賞・秋制覇のテンメイが、母トウメイとの有馬記念母子制覇に挑戦。前年有馬記念4着であり中距離路線で活躍していたカネミカサも、重賞2勝（中山記念・アルゼンチン共和国杯）を引っ提げ参戦。秋に復帰した前年の有馬記念馬カネミノブも、スピードシンボリ以来のグランプリ連覇を目指し調子は上昇。その前年有馬記念2着のインターグロリアは、前哨戦の京都牝馬特別を勝っての参戦となった。TTGを筆頭とする最強世代を謳われた7歳世代からは、グリーングラス・ホクトボーイ・カシュウチカラの天皇賞馬が参戦。特に、グリーングラスは脚部不安でこの年の1979年は3戦しかしていないが、秋にオープンを1回叩いての参戦。因みに、このオープン戦には当馬の他にインターグシケン・ホクトボーイらが出走。結果はメジロイーグル（メジロイーグルはこの結果で次走の天皇賞・秋は1番人気で出走したものの、不良馬場が祟ったのかブービー惨敗を喫している）の逃げ切りで、2着以下はグリーングラス・インターグシケン・ホクトボーイの順。因みに、グリーングラスはこの有馬記念で引退する為、前年有馬記念6着からの巻き返しと引退の花道を飾るべく、鞍上を主戦の岡部幸雄から大崎昭一に変更しての参戦となった。
この年の有馬記念は、有馬記念史上初の16頭フルゲートによる一戦となった。
人気は1番人気は春の好成績が評価されサクラショウリ、僅差の2番人気にはTTG最後の生き残り・グリーングラス、3番人気にビンゴガルーが安定した成績で高い支持を得た。4番人気以降ではインターグロリア・インターグシケン・メジロファントム・カネミノブが、対抗勢力として名を連ねていた。

## ファン投票
| 1位    | サクラショウリ                                                                      |
| 2位    | グリーングラス                                                                      |
| 3位    | ビンゴガルー                                                                        |
| 4位    | インターグシケン                                                                    |
| 5位    | テンメイ                                                                            |
| 6位    | インターグロリア                                                                    |
| 7位    | バンブトンコート                                                                    |
| 8位    | カネミノブ                                                                          |
| 9位    | カシュウチカラ                                                                      |
| 10位   | リンドプルバン                                                                      |
| 推薦馬 | ホクトボーイ メジロファントム ハシクランツ カネミカサ ハツシバオー ボールドエーカン |

## 出走馬と枠順
| 枠番 | 馬番 | 競走馬名         | 性齢 | 斤量 | 騎手     | 人気     | 調教師     |
| ---- | ---- | ---------------- | ---- | ---- | -------- | -------- | ---------- |
| 1    | 1    | ボールドエーカン | 牡4  | 54   | 村本善之 | （16人） | 内藤繁春   |
| 1    | 2    | カネミカサ       | 牡6  | 55   | 蛯沢誠治 | （11人） | 成宮明光   |
| 2    | 3    | グリーングラス   | 牡7  | 55   | 大崎昭一 | （2人）  | 中野隆良   |
| 2    | 4    | ホクトボーイ     | 牡7  | 55   | 久保敏文 | （15人） | 久保道雄   |
| 3    | 5    | サクラショウリ   | 牡5  | 56   | 小島太   | （1人）  | 久保田彦三 |
| 3    | 6    | ハシクランツ     | 牡4  | 54   | 柴田光陽 | （8人）  | 内藤繁春   |
| 4    | 7    | カネミノブ       | 牡6  | 55   | 加賀武見 | （7人）  | 阿部新生   |
| 4    | 8    | ハツシバオー     | 牡5  | 56   | 岡部幸雄 | （13人） | 高橋英夫   |
| 5    | 9    | インターグシケン | 牡5  | 56   | 柴田政人 | （5人）  | 久保田金造 |
| 5    | 10   | バンブトンコート | 牡5  | 56   | 伊藤清章 | （14人） | 伊藤修司   |
| 6    | 11   | インターグロリア | 牝5  | 53   | 樋口弘   | （4人）  | 柳田次男   |
| 6    | 12   | メジロファントム | 牡5  | 56   | 横山富雄 | （6人）  | 大久保洋吉 |
| 7    | 13   | テンメイ         | 牡6  | 54   | 清水英次 | （9人）  | 坂田正行   |
| 7    | 14   | カシュウチカラ   | 牡7  | 55   | 郷原洋行 | （12人） | 矢倉玉男   |
| 8    | 15   | リンドブルパン   | 牡4  | 54   | 嶋田功   | （10人） | 見上恒芳   |
| 8    | 16   | ビンゴガルー     | 牡4  | 54   | 中野栄治 | （3人）  | 久保田彦三 |

## レース展開
16頭が収まりゲートが開かれると、快速自慢の外車・ボールドエーカンが先頭に躍り出た。続く2番手にカネミカサ、以下ハツシバオーとハシクランツが先行集団を形成。中団グループは3つに別れ、前方グループは、グリーングラス・ビンゴガルー・インターグシケンの3頭。1番人気のサクラショウリは、前の八大競走馬3頭を見る位置に構える。後方グループのカネミノブ・メジロファントム・インターグロリアは、前方グループと共にサクラショウリを挟み込む形となった。カシュウチカラ・バンブトンコート・ホクトボーイ・テンメイの追い込み勢は、後方待機策となった。

スタンド前では、逃げるボールドエーカン以外15頭が馬群を形成する。1.2コーナー手前でカシュウチカラが先行集団に取り付くが、それ以外は馬群に乱れる事無く淡々としたペースでレースは進行する。

2コーナー曲がり切った所で発生したビンゴガルー故障を切っ掛けに、一気にレースが動く。このアクシデントに相前後し、仕掛けたグリーングラスが徐々に先行集団に取り付く。その後もグリーングラスは止まらず、鞍上・大崎が有馬記念初制覇した時のカブトシローを髣髴とさせるロングスパートで3.4コーナー手前で先頭に踊り出て逃げ込みを図る。これにハシクランツらが喰らい付いて来るが、グリーングラスの独走は止まらない。4コーナー手前で、グリーングラス鞍上の大崎が勝負を決めるべくムチの連打。サクラショウリがグリーングラスを見る形で追い出し、外からカネミノブ・メジロファントム・ホクトボーイが接近。直線入ると、グリーングラスが二の足を使い後続を引き離す。サクラショウリは追い上げるが伸びが見られず、メジロファントムの末脚が際立つ。中山名物のゴール板前の急坂を駆け上がりグリーングラスが、ゴールに迫る。メジロファントムは、外から内へと大きく蛇行しながらグリーングラスに接近するも、グリーングラスがメジロファントムの追撃をハナ差凌いで優勝。3着にはカネミノブが入った。

## レース結果
| 着順     | 枠番 | 馬番 | 競走馬名         | タイム | 着差      |
| -------- | ---- | ---- | ---------------- | ------ | --------- |
| 1        | 2    | 3    | グリーングラス   | 2.35.4 |           |
| 2        | 6    | 12   | メジロファントム | 2.35.4 | ハナ      |
| 3        | 4    | 7    | カネミノブ       | 2.35.9 | 3馬身     |
| 4        | 3    | 6    | ハシクランツ     | 2.36.1 | 1 1/2馬身 |
| 5        | 2    | 4    | ホクトボーイ     | 2.36.4 | 1 3/4馬身 |
| 6        | 3    | 5    | サクラショウリ   | 2.36.4 | アタマ    |
| 7        | 7    | 13   | テンメイ         | 2.36.7 | 2馬身     |
| 8        | 1    | 2    | カネミカサ       | 2.37.0 | 1 1/2馬身 |
| 9        | 6    | 11   | インターグロリア | 2.37.1 | 1 1/2馬身 |
| 10       | 8    | 15   | リンドプルバン   | 2.37.1 | アタマ    |
| 11       | 4    | 8    | ハツシバオー     | 2.37.3 | ハナ      |
| 12       | 5    | 10   | バンブトンコート | 2.37.3 | 1馬身     |
| 13       | 5    | 9    | インターグシケン | 2.37.6 | 1 3/4     |
| 14       | 7    | 14   | カシュウチカラ   | 2.37.6 | クビ      |
| 15       | 1    | 1    | ボールドエーカン | 2.38.2 | 3 1/2馬身 |
| 競走中止 | 8    | 16   | ビンゴガルー     |        |           |

### 払戻
| 単勝式   | 3   | 490円  |
| 複勝式   | 3   | 190円  |
| 複勝式   | 12  | 430円  |
| 複勝式   | 7   | 420円  |
| 連勝複式 | 2-6 | 1450円 |

## レースの記録
- 優勝馬グリーングラス。青森県諏訪牧場産。父インターメゾ。母ダーリングヒメ。母の父ニンバス。生涯通算26戦8勝[1]。4歳時菊花賞を制し、6歳時天皇賞(春)を制す。以後は種牡馬として1985年エリザベス女王杯馬リワードウイングを出す。[2]2000年死去。
- 7歳馬の勝利は1969年スピードシンボリ以来史上2頭目。
- 中野隆良調教師は初勝利・大崎昭一騎手はカブトシロー以来2勝目。
  - 大崎昭一は12年ぶりの有馬記念優勝で、これは2024年現在武豊(16年間)・増沢末夫(14年間)に次ぐ同レース史上3番目のブランク制覇となっている

## エピソード

### 競走にまつわるエピソード
- 有馬記念を優勝したグリーングラスは翌年に1979年の年度代表馬となり、トウショウボーイ（1976年）、テンポイント（1977年）とTTGの3頭が有馬記念を制覇しての年度代表馬選出となった。グリーングラスはこれで引退、種牡馬入りした。
- 2着入線の横山富雄騎乗のメジロファントムは、最後の直線で外から内へと大きく蛇行しカネミノブとサクラショウリの進路を妨害したとして、カネミノブ騎乗の加賀武見は裁決委員に詰め寄った。実際、蛇行してなければカネミノブの着差は縮まったと言われている。騎手仲間から審議に持ち込む為の費用を借りてまで実行した加賀の思いは叶わず、長時間に及んだ審議の結果は『着順変わらず』であった。

### その他
- 本レースのテレビ・ラジオ放送の実況担当者は、以下の通り。
  - 日本短波放送：長岡一也
  - ラジオ日本：樋口忠正
  - フジテレビ：盛山毅